# Lago del Segrino
Il lago del Segrino (Lagh del Segrìn in lombardo) è un piccolo lago lombardo prealpino di origine glaciale, in provincia di Como, situato tra i comuni di Canzo, Longone al Segrino ed Eupilio. 
Si ritiene che il suo nome (Segrìn, in lombardo) derivi dall'adattamento latino (Sacrinum/Secrinum) del toponimo celtico segarinos, dal significato "ruscello del rispetto" (forse per la presenza di una necropoli o per la sacralità della fonte). È famoso per la qualità delle sue acque e per la sua felice e tranquilla posizione, che ispirò numerosi scrittori dell'Ottocento.

## Geologia e geomorfologia
Ha una forma allungata in direzione nord-sud, con una lunghezza di circa 1 800 m e una massima larghezza, verso la parte meridionale, di 400 m circa. È limitato nei suoi bordi dai ripidi versanti dei monti Pesora e Cornizzolo (1 200 m) a est e Scioscia (671 m) a ovest, entro i territori dei comuni di Canzo (a nord), Eupilio e Longone al Segrino.
Il lago è originato dalla sbarramento della sua valle causato dalla presenza di una morena glaciale; il Tonolli evidenzia la sua singolarità di lago glaciale di valle sospesa sulla sottostante pianura Padana. L'assenza di visibili immissari lungo il suo perimetro suggerisce a tutti gli studiosi di quest'area la presenza di sorgenti subacquee di origine carsiche, ipotesi compatibile col fatto che l'intera valle in cui giace è formata da rocce calcaree (calcare di Domaro). Una piccola sorgente è visibile, grazie ad un restauro di inizio XXI secolo, sul bordo orientale, con una portata piccola non quantificabile.
Nessun rilevante emissario è osservabile, con l'eccezione di una piccola roggia che esce dal lago all'altezza di Eupilio (Punt d'inach), ove la cui portata è regolata da una chiusa e le cui acque si disperdono nei depositi glaciali che ricoprono il versante prealpino verso il sottostante lago di Pusiano; nel complesso, il bilancio idrologico del lago è principalmente controllato da un sistema carsico sotterraneo.
Il lago ha un'area di 0,4 Km2, una profondità media di 3,2 m e massima di 8,6 m, l'area del suo bacino di drenaggio è di 3,4 Km2, il volume della sua massa d'acqua è di 1.2 milioni di m3 d'acqua e il suo ricambio totale dell'acqua si stima avvenga in 0,42 anni.
Il confronto della morfologia attuale del lago con quanto rappresentato nelle vecchie mappe catastali e topografiche evidenzia una progressiva riduzione della superficie del lago; per interrimento (soprattutto nella sua estensione settentrionale), con uno sviluppo delle aree palustri, e per una possibile piccola bonifica (avvenuta negli ultimi secoli passati), per un utilizzo agricolo di aree precedentemente ricoperte dalle acque del lago.
Una mappa di inizio Ottocento disegna una piccola isola vicino alla riva orientale del Lago; di questa isoletta non vi è alcuna traccia oggigiorno.

## Ritrovamenti archeologici
L'area circostante il lago, caratterizzata da presenza d'acqua e copertura boschiva con fauna abbondante ha favorito nel passato la presenza di piccoli insediamenti umani.
Nell'area a nord del lago, nel 1971 durante lavori per l'ampliamento dello stabilimento di imbottigliamento dell'acqua di Gajum vennero scoperte tre tombe dell'Età del bronzo, costruite usando pietra locale, di queste ben poco è stato recuperato venendo le stesse distrutte durante la loro scoperta fatta durante scavi con ruspa; di queste una era del tipo a inumazione e una più complessa, costituita da una camera edificata con lastroni infissi a coltello e muretti di pietra a secco. Tre anni dopo, poco più a valle, nell'area nota come "lo chalet" venne ritrovata un'altra tomba, recuperata e ricostruita nel giardino della scuola media di Canzo dopo un attento rilievo geometrico e fotografico, eseguito a cura dell'Ufficio Tecnico comunale; la tomba ricostruita è stata successivamente smantellata durante lavori edili sull'edificio scolastico. Di essa, rimane, in attesa di un suo ricollocamento, una catalogazione delle pietre squadrate e un cumulo di sassi accatastati serviti, all'epoca della ricostruzione, per dar volume all'ex camera sepolcrale. Questi ritrovamenti fanno sospettare la presenza nel luogo, sulle rive del lago, di un'area sepolcrale o di una necropoli.
Sempre nella sponda nord fu scoperto un piccolo insediamento sempre dell'età del bronzo, con resti ossei di macromammiferi, quasi tutti caratterizzati da tracce di macellazione e/o combustione. Le specie rinvenute, in ordine decrescente di frequenza sono maiale domestico generalmente con individui molto giovani, pecore e capre, con prevalenza delle pecore, quasi sempre con esemplari adulti suggerenti un loro utilizzo lattiero o laniero, bovini, alcuni denti di cavallo, frammenti ossei di cane e un incisivo di uomo adulto. Associati sono stati trovati i frammenti di due aghi in osso di erbivoro e un monile costituito da un incisivo di cane o di volpe abraso, con una perforazione che ne permetteva l'uso come pendente da filo.
A sud del lago, nel territorio di Longone al Segrino vennero ritrovate, a fine Ottocento tre tombe datate come risalenti all'Età del ferro, cultura di Golasecca.

## Area protetta
Oggi il lago del Segrino costituisce un'area protetta denominata Parco locale di interesse sovracomunale Lago del Segrino, gestita da un consorzio tra la Comunità Montana del Triangolo Lariano e i comuni di Canzo, Longone al Segrino ed Eupilio.
Lungo tutto il suo perimetro di circa cinque chilometri si snoda un circuito ciclo-pedonale protetto e il lago è una riserva di pesca, che è limitata e soggetta al rilascio di specifici permessi.
Lo sci nautico fu molto praticato sulle sue acque negli anni sessanta d'estate: questa attività venne poi proibita in quanto incompatibile con la conservazione dell'equilibrio ambientale del lago stesso.

### Qualità delle acque
Il lago del Segrino, non avendo emissari ed essendo alimentato solamente da sorgenti sublacustri e perilacustri, è sempre stato particolarmente suscettibile all'inquinamento.
Negli anni '60 le acque erano particolarmente degradate causa di scarichi domestici e industriali.
Dagli anni '70 grazie al contributo di Gruppo naturalistico Brianza e delle amministrazioni locali, sono state avviate numerose attività volte al recupero della qualità delle acque.
Nel 1973 è stato introdotto il divieto all'utilizzo di imbarcazioni a motore.
Negli anni successivi si è proceduto dapprima all'installazione di un depuratore e poi alla deviazioni degli scarichi fognari.
Nel 2007 / 2008 con il contributo della regione Lombardia è stato avviato un progetto di riqualificazione ambientale.
Ad oggi la fauna acquatica è rigogliosa e vi è praticata la pesca, la qualità delle acque è rinomata e spesso sponsorizzata per finalità turistiche.

## Il lago nella letteratura arte e cinema
Questo piccolo lago, che appare all'improvviso al viaggiatore proveniente dalla bassa Brianza, incassato in una stretta valle, colpì la sensibilità di molti scrittori ottocenteschi. Giuseppe Parini, che nacque nel vicino comune di Bosisio Parini cita il lago in Alcune poesie di Ripano Eupilino, XXII.
Il lago del Segrino fu esaltato da Stendhal nel suo Giornale di viaggio in Brianza paragonandolo a una gemma di smeraldo, a causa del colore delle sue acque. Rifacendosi alle suggestioni dello scrittore francese, affascinato dal luogo, qualche studioso suggerì che il nome del lago derivasse dal francese lac du chagrin ossia "lago della malinconia", ipotesi difficilmente sostenibile, considerando che l'area non fu mai soggetta, nella sua storia, a una presenza francofona.
Il lago del Segrino è il luogo d'origine della follia di Celeste, e della sua guarigione, nella novella La pazza del Segrino di Ippolito Nievo.
Antonio Fogazzaro scrisse a un amico che realmente il Lago di Malombra è il piccolo Segrino.
Nel XX secolo venne menzionato in La cognizione del dolore da Carlo Emilio Gadda, che soggiornava in Villa Gadda a Longone al Segrino, proponendone un nome originale di See grün, ossia "lago verde" in lingua tedesca.
Il pittore Giovanni Segantini, che soggiornò nella zona, ritrasse paesaggi e abitanti del luogo in alcune sue tele.
Nell'anno 1942, il lago ghiacciato, con le rive innevate, fornì un ottimo scenario naturale per le riprese in esterno di pattinaggio su ghiaccio in una scena chiave del film Un colpo di pistola di Renato Castellani, ambientato in Russia e tratto dall'omonimo racconto di Puškin.
Nel romanzo "Il dottor Ricordi" di Emanuele Santandrea, il lago del Segrino viene ampiamente descritto in occasione del catartico incontro tra il giovane Alessio Marino, protagonista del romanzo, e il dottor Ricordi che ne diventerà il mentore. Il dottor Ricordi nell'occasione sta facendo windsurf sul lago del Segrino e Alessio gli viene presentato dal giovane bagnino cardiopatico che lavora al lido.

## Il lago ghiacciato e la storia del carrettiere
In inverno spesso la sua superficie ghiaccia completamente e talvolta è possibile attraversare il lago a piedi.
Si racconta che durante un freddo inverno dell'ultima guerra, un carro trainato da una coppia di buoi di ritorno verso la stalla, causa l'addormentarsi del suo conducente, abbia deviato dalla strada normale costeggiante il lago. Al suo risveglio il carrettiere vide con sgomento la pista delle orme degli zoccoli e delle ruote attraversanti il lago sulla sua superficie gelata. A ricordo del fatto, eresse una cappella di ringraziamento alla Madonna (esistente e restaurata).

## Il lido
Il piccolo lido si trova al bivio con la strada che scende verso Eupilio. Il recente padiglione che ospita il lido, progettato da Marco Castelletti, costruito nel 2003-2004, è stato insignito di numerosi premi di architettura: AR+D Emerging Architecture awards Londra 2004. Medaglia d'oro di architettura italiana alla triennale di Milano Triennale Milano 2006.

## Galleria d'immagini

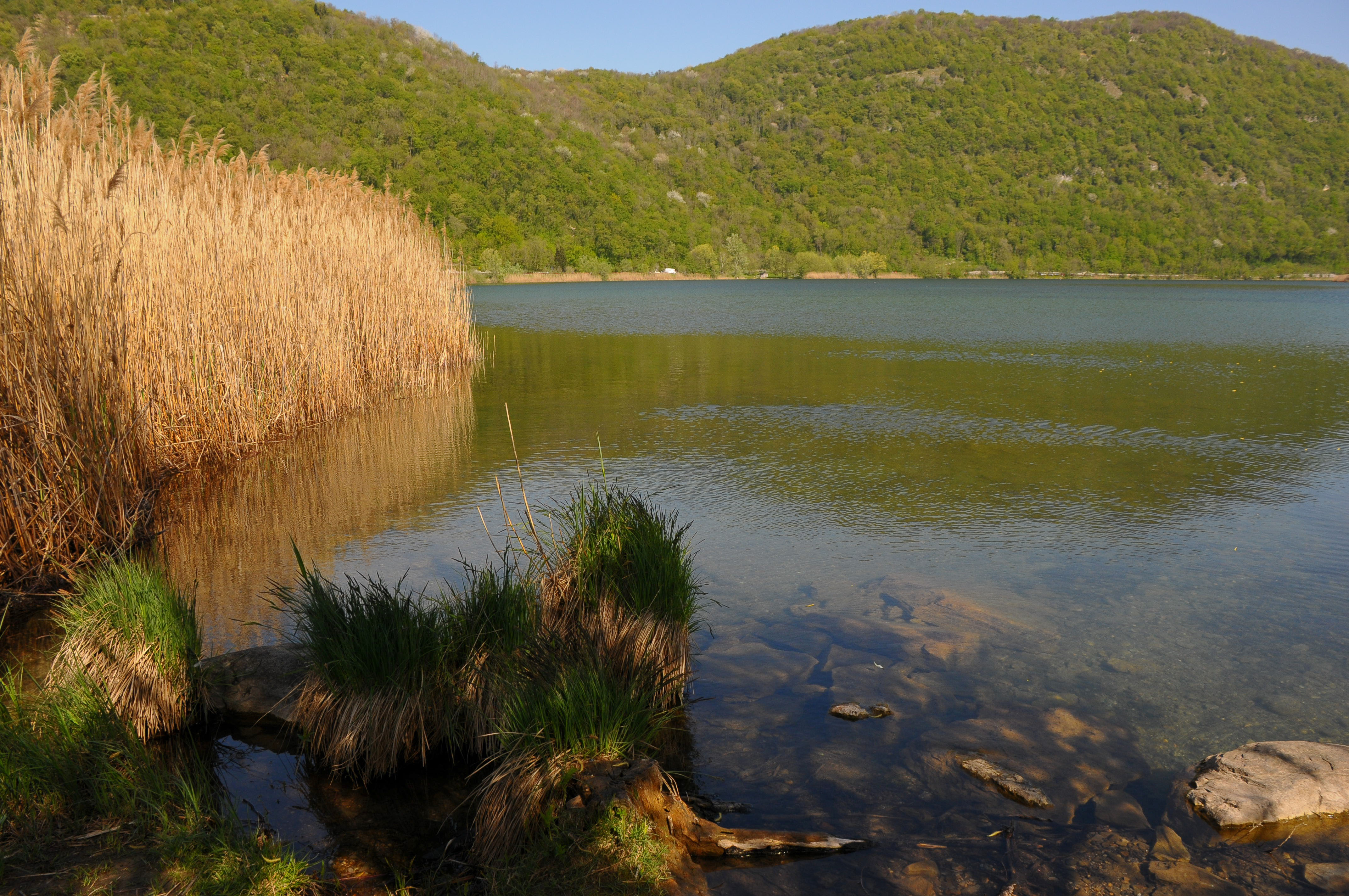
Uno scorcio del lago dalla sponda occidentale
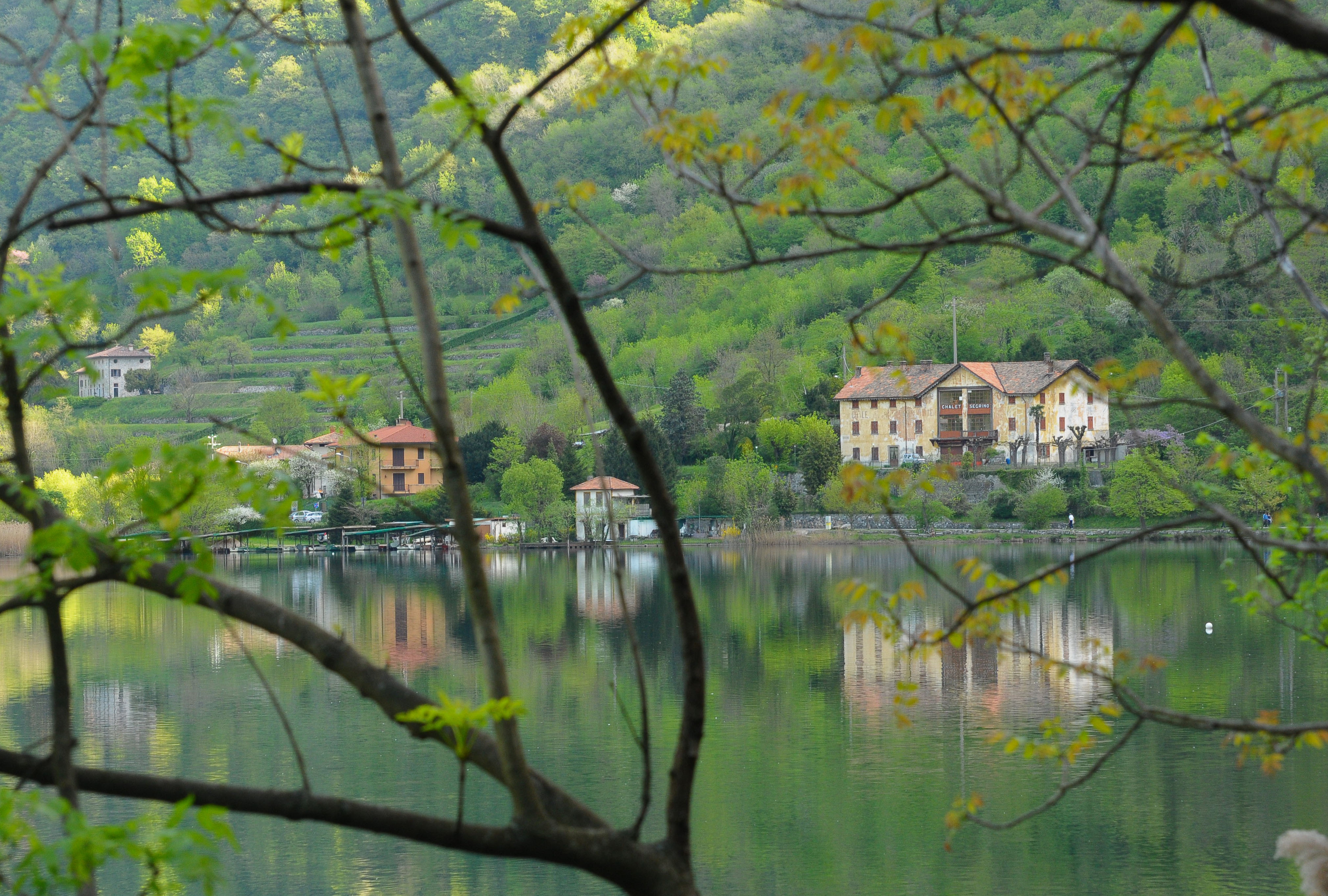
Il vecchio Chalet Segrino
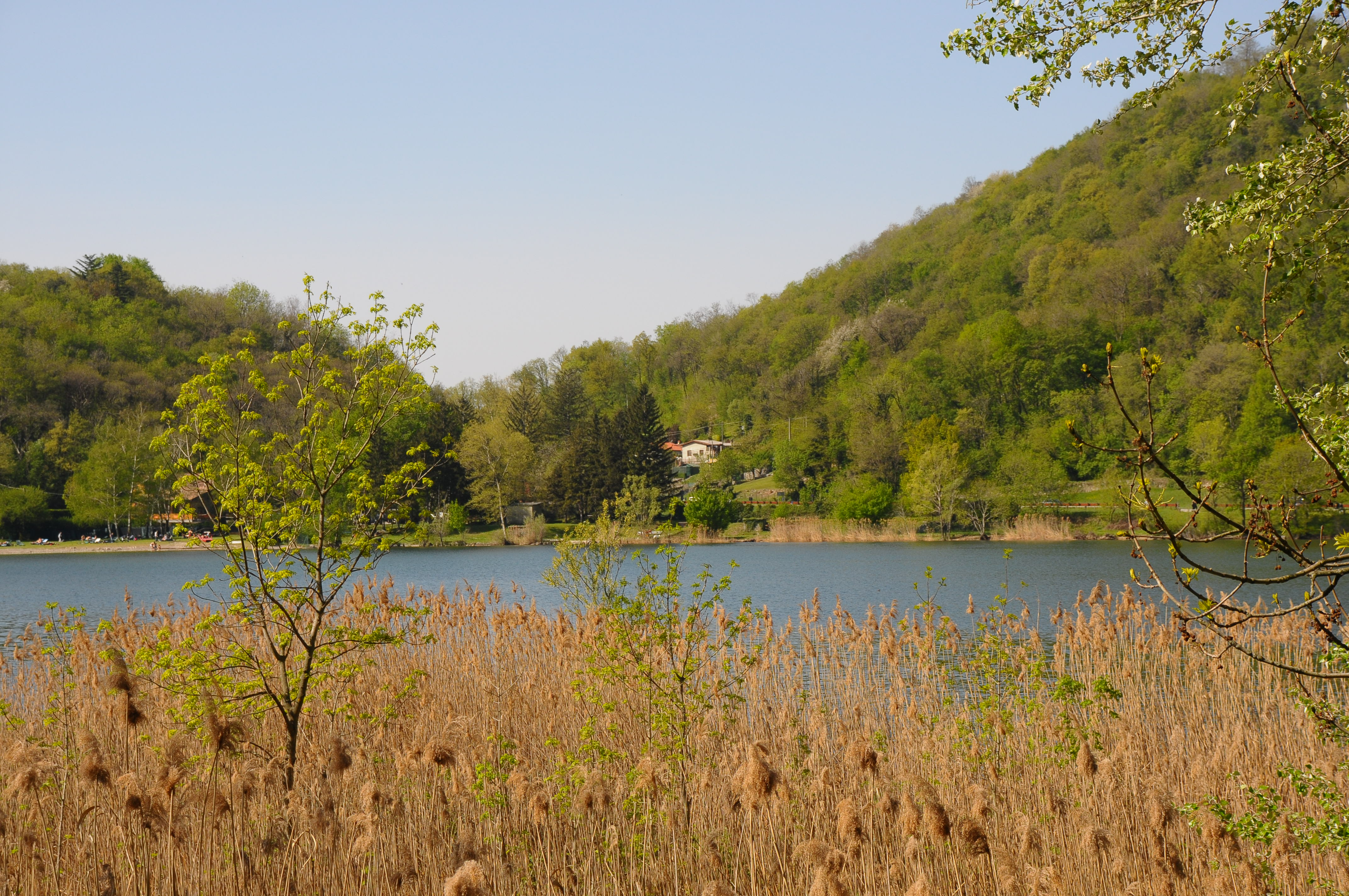
Il canneto
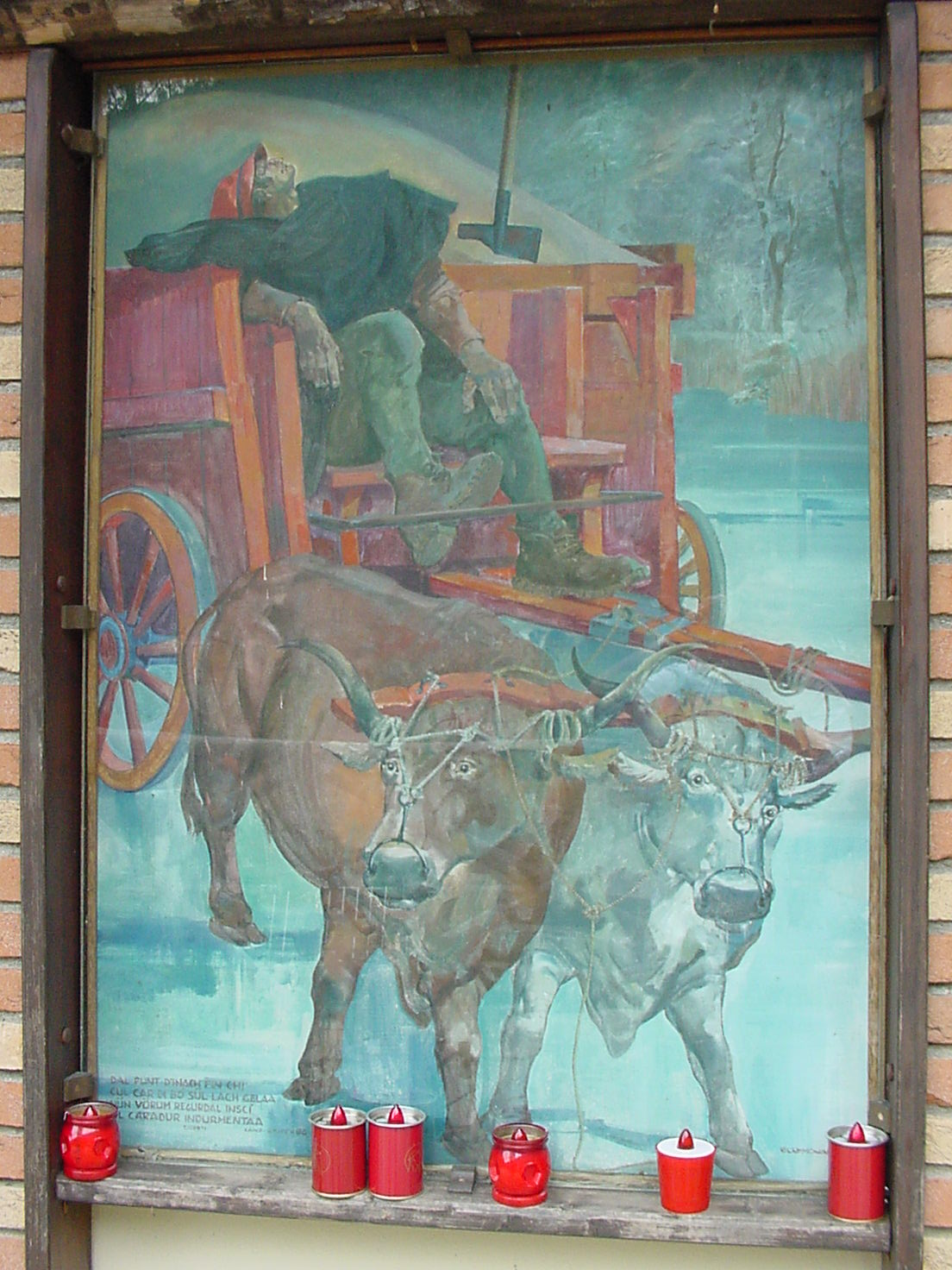
Dipinto della Cappella del carrettiere